# Позняк, Беата
Беата Позняк (пол. Beata Poźniak; род. 30 апреля 1960, Гданьск) — актриса, режиссер кино и театра, кинопродюсер. Известна также под фамилией Беата Позняк Даниэлс.

## Биография
Родилась в Гданьске в семье врачей в 1960 году. Её мать родилась в Вильнюсе, а отец на Подляшье. Детство провела в Англии.
В Гданьске окончила среднюю школу, затем училась в киношколе в Лодзи. Ещё в студенческие годы снялась в сериале «Жизнь Камила Куранта» («Zycie Kamila Kuranta») и фильме «Счастливый берег» («Szczesliwy Brzeg»). Телевизионный спектакль «Представление Гамлета в селе Гжуха Дольна» («Przedstawienie Hamleta we wsi Gżucha Dolna») где она играла Офелию-Андзей, был включён в золотой фонд театрального телевидения. Также снялась в сериалах «Злотопольцы» («Zlotopolscy»), «Отец Матвей», («Ojciec Mateusz»), «Супер на каблуках» («Klasa na obcasach»).
Успех в кино обрела благодаря режиссеру Оливеру Стоуну, который снял её в своём фильме «Джон Ф. Кеннеди. Выстрелы в Далласе» в роли Марины Освальд, жены предполагаемого убийцы президента Кеннеди Ли Харви Освальда, которого сыграл Гари Олдмен. «Джон Ф. Кеннеди. Выстрелы в Далласе» был номинирован на Оскар. Этот фильм открыл Беате дорогу в Голливуд.
Беата Позняк известна исполнением сложных и противоречивых ролей, таких как революционерка в «Хрониках молодого Индианы Джонса» или врач из сериала «Мелроуз-Плейс», вышедшая замуж за гея.
За роль Сюзанны Люченко, первой женщины-президента мира в фантастическом сериале «Вавилон-5», Беата получила номинацию на премию Эмми.
Озвучила персонажа Скарлет для видео-игры Mortal Kombat 11.

## Фильмография
- 1979 — Жестяной барабан
- 1981 — Человек из железа
- 1986 — Хроника любовных происшествий
- 1991 — Джон Ф. Кеннеди. Выстрелы в Далласе
- 1992 — Без ума от тебя
- 1992 — Хроники молодого Индианы Джонса
- 1992 — Мелроуз-Плейс
- 1993 — Дикие пальмы
- 1997 — Военно-юридическая служба
- 1997 — Тёмные небеса
- 1997 — Вавилон-5
- 1997 — Золотые крылья Пенсаколы